# 男娼
男娼（だんしょう、英: male prostitute）とは、性的サービスを提供することによって金銭を得る男性のこと。女性の場合は娼婦という。年齢は、少年から青年、中年まで広範囲にわたり、男色の相手としての男娼と、女性に買春され春をひさぐ男娼に大きく二分される。現在では、ゲイ用語などでボーイと呼ばれることが一般的である。

## 日本
日本においては、古くから歌や踊りを披露する芸人が、売春に従事し、男娼もまた存在した。寺院の稚児や、武士のあいだの男色の相手は、売春ではないが、その周縁に、春を鬻（ひさ）ぐ者が存在した。中世には、売春のための稚児の少年を抱えた親方が、客に少年を一夜売ることで、利益を上げる商売も存在した。
江戸時代、歌舞伎における女性俳優が売春行為の温床となったため、これが禁止された。これに対し若い男性が女役を演じる若衆歌舞伎が起こったが、ここでも売春行為が行われたため禁止された。これに代わって野郎歌舞伎が興隆し、歌舞伎芸人は、若い者も年長の者も、総じて、客の男色の要望に応えて身を売った。また、江戸の吉原を中心に、何種類もの形態で遊女が登場したように、男娼の世界においても、陰間茶屋の高級色子から、地方まわりの男娼芸人（陰間）に至るまで、多様な姿で売春が展開していた。その多くは12歳で水揚げ（客を取り始める）をし、19歳くらいまで客を取り続ける者が多かった。20代後半になっても客を取っている男娼もいたが、「大釜」などと言われ嘲笑の対象となった。
男娼としては、なよやかでほっそりとした小柄な少年が好まれた。よって幼少期から男娼として育てられる少年もいた。江戸では大半が京都・大阪出身の優美な言葉遣いや所作が身に付いた上方から下った少年たちだった。彼らは体臭の元となるような食物はいっさい摂らず、常に口と身体を清潔に保つように心がけた。専ら男性の相手をしたが、成人すると御殿女中や後家などの女を相手にすることもあった。
太平洋戦争前の上野には男娼が屯していたことが知られていた。日本では男娼という言葉は戦後小説「男娼の森」などをきっかけに広がり、女装して客を取る彼らの風俗が、同性愛者への偏見になった。終戦直後も上野では男娼は最早名物と化しており、女装しているものもいないものも織り交ぜ、100人近くが見られた。1948年（昭和23年）11月には当時の警視総監である田中栄一が、男娼に取り囲まれた上に「オキヨ」との通り名を持つ32歳の大物男娼に殴打されると言う事件が発生した。大阪では天王寺公園近くの阿倍野区旭町が男娼の森と呼ばれた。
現在でも、こうした男娼は少なからずいるが、街角に立って客を待つ男娼がほぼいなくなったこともあって、男娼という言葉は戦後間もなくに比べるとあまり認知されなくなってきている。この男娼という言葉を使って、国会において青島幸男が自民党への政治献金の莫大さを批判して、当時の佐藤栄作首相を「財界の男妾」と揶揄し物議をかもしたことがあった。
近年は、ゲイ向け風俗店（いわゆる売り専）で従事する者が当てはまる。1950年代頃はボーイを置いた、今でいう売り専のようなゲイバーが多く、遅くとも1960年代初頭には既に夕刊紙やスポーツ新聞に、「紳士と美少年のオアシス」「美少年ボーイ多数」「◯◯円でヌードモデルが出張します」などと銘打った新宿などのゲイバーの広告が載っていた。そうした店は、ヘテロ男性や女装愛好家（女装した男性を専門に好きになるゲイ男性）を客層にしたニューハーフ風俗と住みわけがなされており、女装することはなく、男性の格好で接客し、男らしさを売りにしている。また、男娼という言葉は使われず、現在ではボーイと呼ばれることの方が一般的である（ゲイ用語を参照）。こうした男娼の中には、同性愛者（ゲイ）や両性愛者（バイ）のほか、異性愛者（いわゆるノンケ）が従事していることもある。多くの店では、HIVなどの性病に対して敏感になっており、セーフセックスでサービスを行うことが一般的である。

## 諸外国

### アラブ・ペルシア
アラブ・ペルシアにおいては、酒を飲むことも、同性愛も宗教上の禁忌であったが、実際には、飲酒や美少年を賛美する詩人の詩が広く流布し、また男色相手の稚児や美青年を置いた酒店が存在し、酒と男娼を同時に提供していた。カリフやスルタンのなかには、中国の皇帝と同様に、美青年や美男を寵愛する者が存在し、彼らは寵臣となって大きな権力を持つこともあった。→イスラーム世界の少年愛を参照。

### インド
インドにおいては、『カーマ・スートラ』が男性同士の性愛での快楽の技術を詳細に記述しているように、同性愛行為は珍しいことではなく、奴隷身分の者が、しばしば男娼として売春に従事させられていた。

### 古代ギリシア・ローマ
古代ギリシアには、売春婦が公然と存在したし、娼館もまた存在したが、同様に男娼を売り物とする娼館も公然と存在していた。個人レベルでの男娼も存在し、また神殿売春とも関連して、古代ローマやオリエント世界にも共通するが、聖なる神殿娼婦が存在する一方で、神殿男娼も存在した。
古代ローマとなると、とりわけ帝政時代の爛熟期には、文化のシンクレティズムが生じると共に、様々な風俗や性的慣習なども入り込み、娼館は、客の多様なセクシュアリティに対応するため、様々な年齢の娼婦を置くと同時に、同じように多様な年齢の男娼も置いた。

### 西ヨーロッパ

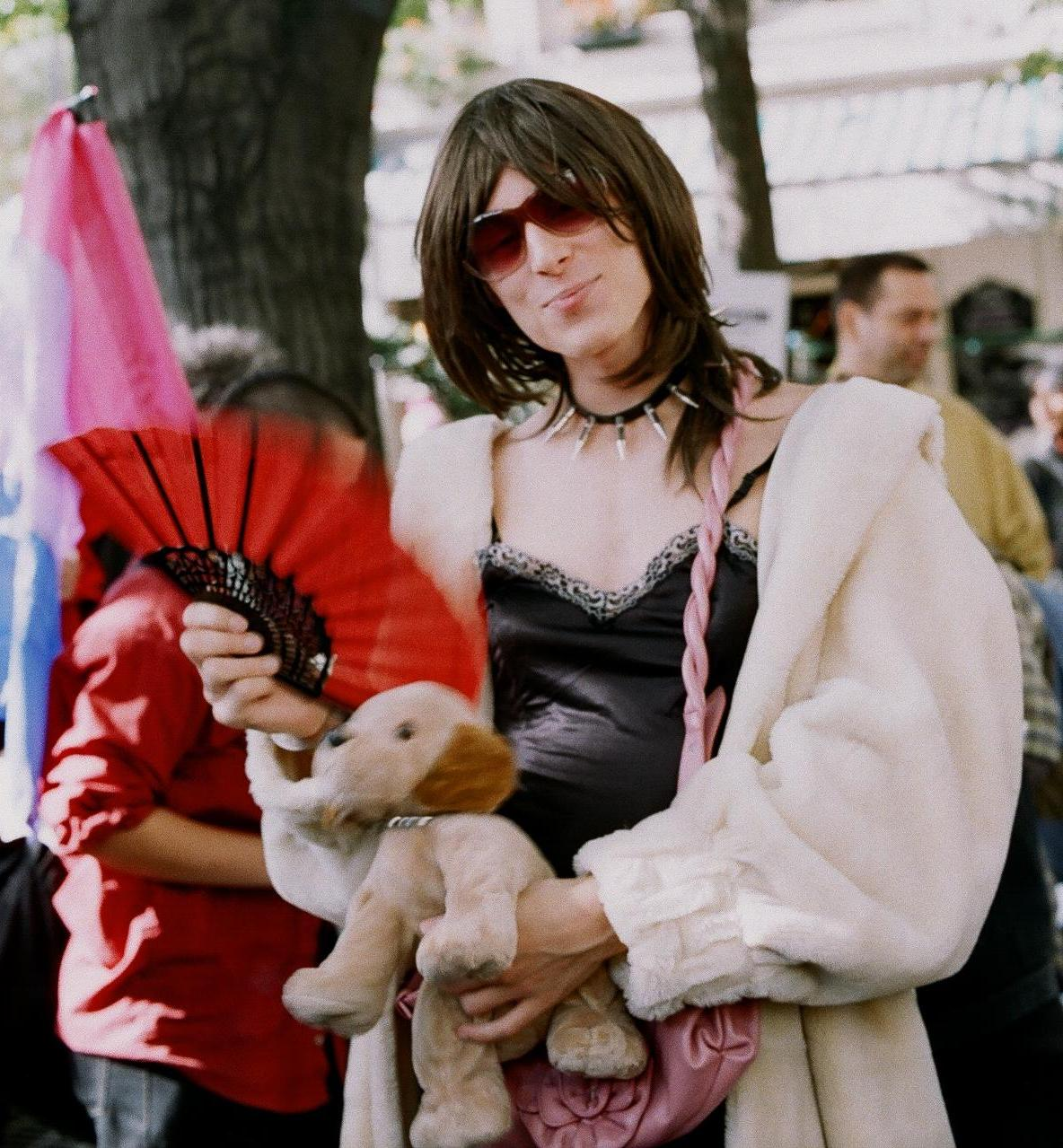
女装をしている男娼、パリ、フランス, 2005年10月1日撮影

西ヨーロッパでは、中世においては娼婦を置いた娼館が公然と存在したが、男娼館はそれほど公然とはしていなかった。しかし、ルネッサンスから近世にかけると、イタリアの自由都市においては、多数の男娼が外国人の客を迎え、豪華な男娼館も存在した。
近代以降になると、ロンドンやパリなどの大都市では、同性愛者の需要に応えるべく、男娼のネットワークができ、男娼を摘発しようとする警察とネットワーク組織のあいだで隠然としたやりとりが行われた。しかし、危険を冒すことなく男娼を手に入れたければ、南国イタリアが、外国人を歓迎して男娼を用意していた。その中には幼い少年もおり、去勢して中性的な容姿の男娼をつくることが行われた。

## 男娼が登場する作品
- Cross Days
- YES・YES・YES
- キラーコンドーム
- 娼年
- 泥棒日記
- 悪魔のようなあいつ
- 謎めいた肌
- 肉体の学校（三島由紀夫）
- 二十才の微熱
- 履き忘れた片方の靴
- 薔薇の葬列
- パレード (吉田修一)
- 美少年の恋
- マイ・プライベート・アイダホ
- 真夜中のカーボーイ
- ジョーカー・ゲーム　4話『魔都』
- アメリカン・クライム・ストーリー/ヴェルサーチ暗殺
- BANANA FISH
- ジャックとジェラール
- 警官の血
- 男女郎苦界草紙 銀の華
- 花街男娼恋結び